# Ківіиліський район
Кі́віиліський район (ест. Kiviõli rajoon, рос. Кивиылиский район) — адміністративно-територіальна одиниця Естонської РСР з 26 вересня 1950 до 24 січня 1959 року.

## Географічні дані
Площа району станом на 1955 рік — 842,5 км2.
Адміністративний центр — місто Ківіилі.

## Історія
26 вересня 1950 року в процесі скасування в Естонській РСР повітового та волосного адміністративного поділу утворений Ківіиліський сільський район, який безпосередньо підпорядковувався республіканським органам. До складу новоутвореного району ввійшли місто Ківіилі як адміністративний центр, робітниче селище Кюттейиу та 14 сільських рад: Ерраська, Сондаська, Люґанузеська, Пуртсеська, Вар'яська, Азеріська, Оандуська, Майдласька, Соонурмеська, Калвіська, Саммаська, Віру-Ніґуласька, Тудуська, Кабаласька.
Після прийняття 3 травня 1952 року рішення про поділ Естонської РСР на три області Ківіиліський район включений до складу Талліннської області. Проте вже 28 квітня 1953 року області в Естонській РСР були скасовані і в республіці знов повернулися до республіканського підпорядкування районів.
27 травня 1954 року в Ківіиліському районі поселення Пюссі перетворено в робітниче селище, що підпорядковувалося районним органам влади.
17 червня 1954 року розпочато в Естонській РСР укрупнення сільських рад, після чого в Ківіиліському районі замість 14 залишилися 6 сільрад: Кабаласька, Люґанузеська, Майдласька, Раннуська, Сондаська та Віру-Ніґуласька. Тудуська сільська рада перейшла до складу Раквереського району.
24 січня 1959 року Ківіиліський район скасований, його територія поділена між Раквереським районом (Кабаласька й  Віру-Ніґуласька сільські ради) та Кохтла-Ярвеським міським округом (місто Ківіилі, селище Пюссі та Люґанузеська, Майдласька, Раннуська й Сондаська сільські ради підпорядковувалися Кохтла-Ярвеській міській раді).

## Адміністративні одиниці
| Назва           | 1950  | 1954  | 1954  | 1959  |
| Місто           | Місто | Місто | Місто | Місто |
| --------------- | ----- | ----- | ----- | ----- |
| Ківіилі         |       |       |       |       |
|                 |       |       |       |       |
|                 |       |       |       |       |
| Селища          |       |       |       |       |
| Кюттейиу        |       |       |       |       |
|                 |       |       |       |       |
|                 |       |       |       |       |
| Пюссі           |       |       |       |       |
|                 |       |       |       |       |
|                 |       |       |       |       |
| Сільради        |       |       |       |       |
| Азеріська       |       |       |       |       |
|                 |       |       |       |       |
|                 |       |       |       |       |
| Вар'яська       |       |       |       |       |
|                 |       |       |       |       |
|                 |       |       |       |       |
| Віру-Ніґуласька |       |       |       |       |
|                 |       |       |       |       |
|                 |       |       |       |       |
| Ерраська        |       |       |       |       |
|                 |       |       |       |       |
|                 |       |       |       |       |
| Кабаласька      |       |       |       |       |
|                 |       |       |       |       |
|                 |       |       |       |       |

| Сільрада     | 1950 | 1954 | 1954 | 1959 |
| ------------ | ---- | ---- | ---- | ---- |
| Калвіська    |      |      |      |      |
|              |      |      |      |      |
|              |      |      |      |      |
| Люґанузеська |      |      |      |      |
|              |      |      |      |      |
|              |      |      |      |      |
| Майдласька   |      |      |      |      |
|              |      |      |      |      |
|              |      |      |      |      |
| Оандуська    |      |      |      |      |
|              |      |      |      |      |
|              |      |      |      |      |
| Пуртсеська   |      |      |      |      |
|              |      |      |      |      |
|              |      |      |      |      |
| Раннуська    |      |      |      |      |
|              |      |      |      |      |
|              |      |      |      |      |
| Саммаська    |      |      |      |      |
|              |      |      |      |      |
|              |      |      |      |      |
| Сондаська    |      |      |      |      |
|              |      |      |      |      |
|              |      |      |      |      |
| Соонурмеська |      |      |      |      |
|              |      |      |      |      |
|              |      |      |      |      |
| Тудуська     |      |      |      |      |
|              |      |      |      |      |
|              |      |      |      |      |

## Друкований орган
31 березня 1951 року тричі на тиждень почала виходити газета «Stahhaanovlik Töö» («Стахаановлік Тєе», «Стахановська праця»), друкований орган Ківіиліського районного комітету комуністичної партії Естонії та Ківіиліської районної ради депутатів трудящих. 3 вересня 1955 року вийшов останній номер з цією назвою. 6 вересня 1955 газета почала друкуватися під назвою «Töö Lipp» («Тєе Ліпп», «Прапор праці»). Газета виходила також російською мовою. У 1958 році газету редагував Уно Вееперв. Останній номер газети вийшов 31 січня 1959 року.